# Тафта (река)
Тафта (в верховьях — Тафтица) — река в Вологодской области России.
Протекает по территории Сямженского и Тотемского районов. Слиянием с рекой Вожбал у посёлка Красный Бор образует реку Цареву в 46 км от её устья, являясь правой составляющей. Длина реки — 66 км. Вдоль течения реки расположены посёлки Дружба и Красный Бор, а также населённые пункты Погореловского сельского поселения.

## Данные водного реестра
По данным государственного водного реестра России относится к Двинско-Печорскому бассейновому округу, водохозяйственный участок реки — Северная Двина от начала реки до впадения реки Вычегда, без рек Юг и Сухона (от истока до Кубенского гидроузла), речной подбассейн реки — Сухона. Речной бассейн реки — Северная Двина.
Код объекта в государственном водном реестре — 03020100312103000008107.

## Притоки
(расстояние от устья)
- река Волосовка (пр)
- 20 км — река Остроконка (лв)
- 27 км — река Васильевица (лв)
- река Гремиха (лв)
- 34 км — река Кичуга (пр)
- 45 км — река Норенга (лв)
- река Шунинга (пр)
- 51 км — река Кетла (лв)